# Батырев, Антон Николаевич
Анто́н Никола́евич Ба́тырев (род. 10 июня 1981, Москва) — российский актёр театра, кино и озвучивания. Снялся в более чем 100 фильмах, сыграв свыше 40 главных ролей в кинематографии.

## Биография
Родился 10 июня 1981 года в Москве. Мать — работала инжернером, отец — преподавал в Московской академии тонкой химической технологии.
После окончания школы, Батырев год проучился по совету родителей в Московской академии тонкой химической технологии, в которой ему не понравилось, а после, решил себя попробовать в театральном направлении. Впервые поступил в театральный вуз, в котором не прошёл дальше третьего тура. Позже уехал в Ярославль, где поступил на курс В. С. Шалимова. После того, как Батырев проучился там полтора года, оказался в Санкт-Петербурге, желая перевестись в данный город для дальнейшей учёбы. В Санкт-Петербурге работал разнорабочим, совмещая театральные выступления. В этом же городе Батырев попробовал снова поступить на актёрский факультет, но вновь не прошёл. После возвращения в Ярославль, место уже было занято другим актёром, который ему посоветовал перебраться в Саратов, где Батырев и доучился до конца.
В 2003 году окончил Театральный институт Саратовской государственной консерватории Собинова. В 1999 году служил Российскому театру драмы имени Ф. Волкова, позже служил Саратовскому театру юного зрителя имени Ю. П. Киселёва. По возвращении в Москву три с половиной года играл в Московском театре Олега Табакова в качестве приглашённого актёра.

## Личная жизнь
- Первый брак состоялся, когда Батыреву было 27 лет, спустя полгода брак распался. О первой жене информация отсутствует.
- Второй брак состоялся с Екатериной. В 2013 году у пары родился сын Добрыня. В 2018 году супруги развелись[9].
- Третий брак состоялся с актрисой театра и кино Е. Ф. Лозой. В 2020 году стало известно, что пара разводится[10].
- Четвёртый брак состоялся с Анной Савельевой в 2023 году, жена младше актёра на пятнадцать лет. В октябре 2024 года у пары родился ребёнок[11][12].

## Общественная позиция
- Поддержал вторжение России на Украину[1].
- После начала вторжения России на Украину, Антон Батырев написал в Instagram о том, что прекращение вторжения находится в компетенции Президента Украины В. А. Зеленского[1].
- Летом 2024 года Национальный совет Украины по вопросам телевидения и радиовещания внёс Батырева в список лиц, представляющих угрозу национальной безопасности[1].

## Фильмография
- 2008 — Дети белой богини — участие (4 серия)
- 2008 — Закон и порядок. Преступный умысел-3 — Захар Носов (12 фильм)
- 2008 — Общая терапия — Антон (4 серия)
- 2009 — Адвокат-6 — Пётр Тарасов (7 фильм)
- 2009 — Безмолвный свидетель-3 — Александр (49 серия)
- 2009 — Бумеранг из прошлого — ведущий концерта (11 серия)
- 2009 — Отблески — Андрей (17 серия)
- 2010 — Небо в огне — штурмбаннфюрер СС
- 2010 — Отдел — Олег Терещенко (второй фильм)
- 2010 — Случайная связь — ?
- 2010 — Шахта — командир наёмников
- 2011 — Девичья охота — участие
- 2011 — Дикий-2 — участие (14 серия)
- 2011 — Заложники любви — Сергей
- 2011 — Ласточкино гнездо — новый знакомый Тамары
- 2011 — Мент в законе-4 — Дрозд
- 2011 — Москва. Три вокзала — Калмык (16 серия)
- 2011 — Папаши — опер
- 2011 — Пятницкий — Олег Терещенко — главная роль
- 2011 — Тонкая грань — Андрей Мацкевич
- 2011—2012 — Катина любовь — Дмитрий Еремеев
- 2012 — 8 первых свиданий — секретарь
- 2012 — В зоне риска — следователь (9 серия)
- 2012 — Выхожу тебя искать — Илья
- 2012 — Карпов — Олег Терещенко
- 2012 — Ночные ласточки — штрафник
- 2012 — Поздняя любовь — ведущий банкета
- 2012 — Право на правду — Михаил
- 2012 — Пятницкий. Глава вторая — Олег Терещенко — главная роль
- 2013 — Ванька — Стас — главная роль
- 2013 — Вероника. Беглянка — Виталик
- 2013 — Карпов-2 — Терещенко (30 серия)
- 2013 — Мститель — Евгений Крытов — главная роль
- 2013 — Операция «Кукловод» — Макаров
- 2013 — Предельная глубина — Алексей — главная роль
- 2013 — Пятницкий. Глава третья — Олег Терещенко — главная роль
- 2013 — Реальные Пацаны — Вадик Каневских (5 сезон)
- 2013 — Судьба Марии — Иван
- 2013 — Учитель в законе. Возвращение — Мишаня
- 2014 — Бессонница — Дима Белоус
- 2014 — Верь мне — Лёха
- 2014 — Кости — Вадим Костин
- 2014 — Послений янычар — Вишневский
- 2014 — Пятницкий. Глава четвёртая — Олег Терещенко — главная роль
- 2014 — Скорая помощь — Александр Сербин — главная роль
- 2014 — Сладкая жизнь — Витя
- 2014 — Таблетка от слёз — Максим Володин
- 2015 — Выжить после-2 — Андрей Рогожин
- 2015 — Выжить после-3 — Андрей Рогожин
- 2015 — Двойная сплошная — Алексей Соколов
- 2015 — Карина Красная — Сухарев
- 2015 — Переезд — Виктор
- 2015 — Семейное счастье — Егор Орлов — главная роль
- 2015 — Тень стрекозы — Пашка
- 2016 — Анна-детективъ — Михаил (7 фильм)
- 2016 — Вижу-знаю — Женя Щепкин
- 2016 — Крыша мира — Аркадий Сергеевич Назаров
- 2016 — Мамочки — парень (3 сезон)
- 2016 — Пятая стража — Василий (131 серия, 3 сезон)
- 2016 — Челночницы — Максим Назаров
- 2016 — Чужое счастье — Валерий
- 2017 — Алмазный эндшпиль — Антон Белов — главная роль
- 2017 — Двойная сплошная-2 — Алексей Соколов
- 2017 — Жена полицкйского — Толик
- 2017 — Жизнь, по слухам, одна — Влад Щербатов — главная роль
- 2017 — Московская пленница — Борис Дыбин
- 2017 — Опа! Новый год! — участие
- 2017 — Пелена — Кирилл Симонов — главная роль
- 2017 — Секретарша — Эдуард Гранин
- 2017 — Следствие любви — Андрей Рублёв — главная роль
- 2017 — Старушки в бегах — Шурик
- 2018 — 4:59 — не был завершён
- 2018 — Барс — ? — участие
- 2018 — Вернуть любой ценой — Герасимов
- 2018 — Год собаки — Илья Лапшин — главная роль
- 2018 — Кровь ангела — Леонид Муравьёв — главная роль
- 2018 — Кто ты? — Олег Мищенко — главная роль
- 2018 — На качелях судьбы — Алексей Зиновьев — главная роль
- 2018 — Родная кровь — Пётр Маевский — главная роль
- 2018 — Сердце следователя — Олег Гончар — главная роль
- 2018 — Следы в прошлое — Николай
- 2018 — Тайны госпожи Кирсановой — Павел Александрович Бестужев
- 2018 — Человек без сердца — Вадим Сафронов — главная роль
- 2018—2020 — Ничто не случается дважды — Вадим Николаевич Огнев — главная роль
- 2019 — Годунов (второй сезон) — Иван Заруцкий
- 2019 — Ёлка на миллион — Максим, охранник
- 2019 — Не женская работа — Владимир Игорев — главная роль
- 2019 — Подлежит уничтожению — Алексей Петрович Москвин, главный инженер
- 2019 — Следователь Горчакова-2 — Павел Разбегаев
- 2019 — Следователь Горчакова — Павел Разбегаев
- 2019 — Смотрящая вдаль — Александр Астапин — главная роль
- 2019 — Старушки в бегах-2 — Шурик
- 2019 — Швабра — капитан полиции Николай Владимирович Вершинин — главная роль
- 2020 — Грозный — Данила Захарьин
- 2020 — Елена Прекрасная — ? — главная роль
- 2020 — Игра в судьбу — редактор
- 2020 — Продаётся дом с собакой — ветеринар Валерий — главная роль
- 2020 — Расколотые сны — Иван, начальник охраны
- 2020 — Ты только мой — Михаил — главная роль
- 2021 — Гадалка — Михаил Супрун — главная роль
- 2021 — Любовь без тормозов — Игорь Бондарь — главная роль
- 2021 — Швабра-2 — капитан полиции Николай Владимирович Вершинин — главная роль
- 2022 — Диверсант. Идеальный штурм — Кустас
- 2022 — Ловец снов — Андрей Тарасов
- 2022 — Русские (другое название: Женщина, которая умеет хранить тайны) — капитан Сергей Потугин — главная роль
- 2023 — Абрек — Олег
- 2023 — Дыхание — Виктор — главная роль
- 2023 — Контуженный — Дмитрий Чистяков — главная роль (1, 2, 3, 4 фильм)
- 2024 — 3+3 (в производстве) — роль
- 2024 — Вторая семья (в производстве) — ? — главная роль
- 2024 — Гадалка-2 — Михаил Супрун — главная роль
- 2024 — Дождь на исходе лета — Михаил Дольский — главная роль
- 2024 — Исполняющий обязанности (в производстве) — дядя Саша, директор детского дома — главная роль
- 2024 — Истребители. Битва за Крым — Сергей Кириллов, лётчик-истребитель — главная роль
- 2024 — Контуженный-2 — Дмитрий Чистяков — главная роль
- 2024 — Многодетство — роль
- 2024 — Молот ведьм — Илья Муромцев — главная роль
- 2024 — Неудержимый (в производстве) — Виктор — главная роль
- 2024 — Овчарка — Павел Федотов — главная роль

## Театральные работы

#### Саратовский театр юного зрителя имени Ю. П. Киселёва[13]
- «Доходное место» — Жадов
- «Обыкновенное чудо» — Медведь
- «Царь Фёдор Иоаннович» — Красильников
- «Невольницы» — Мулин

#### Российский театр драмы имени Ф. Волкова(работы в дипломных спектаклях)[13]
- Луна (в образе молодого дровосека); (Ф. Г. Лорка «Кровавая свадьба»)
- Артемий Васильевич Мулин (А. Островский, «Любовь и деньги»)
- Ученик охотника (Е. Шварц, «Обыкновенное чудо»

## Рейтинги
- Стал одним из самых популярных российских актёров 2020 года, сообщает сайт Кино-театр.ру с ссылкой на исследование собственной базы[14].